# نيرفانا إدريس
نيرفانا إدريس (20 فبراير 1967 -)، إعلامية مصرية.

## حياتها ومشوارها المهني
ولدت في الكويت أنهت دراستها الثانوية فيها، حصلت على بكالوريوس إعلام قسم إذاعة وتلفزيون تخرجت عام 1988 كما حصلت على ماجستير في الإعلام، انطلاقتها كانت من خلال تلفزيون الكويت حيث عملت لمدة عشرة سنوات وقدمت برنامج «صباح الخير يا كويت» لمدة تسع سنوات. اشتهرت باستضافة الفنان خالد عبد الرحمن ببرنامج سهرة «مخاوي الليل» أواخر العام 1994 ، عام 1999 عادت إلى القاهرة للعمل شبكة أوربت الإعلامية،
وشاركت الإعلامي عمرو أديب في تقديم برنامج القاهرة اليوم وأقيلت عام 2005، عام 2006 انتقلت إلى التلفزيون المصري لتقدم برنامج «البيت بيتك» وفي عام 2007 قدمت برنامجا على قناة البوادي الكويتية ، ثم برنامج «صباح الخير يا عرب» على إم بي سي عام 2008 وبنفس العام صدر حكم بحقها بالحبس لمدة عامين وتغريمها بـ2001 جنيه، لاتهامها بتحرير شيك بدون رصيد، قيمته نصف مليون جنيه، إنتقلت بعدها إلى قناة الحرة لتقديم برنامج «هن»

## حياتها الأسرية
لديها ابن واحد اسمه (عمر) ولد بعام 2002.[بحاجة لمصدر]